# Теребилово
Теребилово — посёлок в Бугурусланском районе Оренбургской области. Входит в состав Пилюгинского сельсовета.

## География
Посёлок находится на расстоянии примерно 32 км (по прямой) к юго-западу от города Бугуруслан, административного центра района.

### Часовой пояс
Посёлок Теребилово, как и вся Оренбургская область, находится в часовой зоне МСК+2. Смещение применяемого времени относительно UTC составляет +5:00.

## Население
| 2010 |
| ---- |
| 0    |

### Национальный состав
Согласно результатам переписи 2002 года, в национальной структуре населения русские составляли 95 % из 21 чел.